# UniRef
UniRef – University for Refugees, dawniej Swiss International Humanitarian Organization (SIHO) – międzynarodowa organizacja pozarządowa o charakterze humanitarnym i apolitycznym, z siedzibą w Genewie (Szwajcaria), wyspecjalizowana w szkolnictwie wyższym przeznaczonym dla osób posiadających status uchodźcy. We współpracy z renomowanymi uniwersytetami i międzynarodowymi organizacjami humanitarnymi, UniRef oferuje kursy uniwersyteckie, zarówno dla uchodźców, jak i dla członków lokalnych społeczności znajdujących się w niestabilnej sytuacji finansowej. W celu zapewnienia kształcenia dostosowanego do sytuacji uchodźców i odpowiadającego na zapotrzebowanie lokalnego rynku pracy, UniRef, wraz ze swoimi partnerami, jest odpowiedzialne za organizację nauczania.

## Początki organizacji i jej misja
UniRef, początkowo noszące nazwę Swiss International Humanitarian Organization (SIHO), został założony w 2013 r. przez Yvelyne i Bryana Wood w celu wsparcia ofiar konfliktów zbrojnych. Wraz z pierwszą misją w Burundi, skupioną wokół szkolnictwa wyższego dla osób o statusie uchodźcy, organizacja zmieniła nazwę na UniRef. Dzisiejsza nazwa organizacji wskazuje na wyspecjalizowanie jej działań w zakresie edukacji wyższej.
Według UNESCO, dostęp do edukacji, w szczególności do szkolnictwa uniwersyteckiego, jest kluczowym elementem w procesie rozwiązywania kryzysów humanitarnych. Nauczanie na poziomie uniwersyteckim zaliczane jest do czynników wpływających na rozwój społeczeństwa. Stanowi również ważny czynnik integracji młodych uchodźców. W istocie, dyplom uczelni wyższej stanowi najlepszą możliwość integracji zarówno na rynku pracy, jak i wewnątrz społeczności przyjmującej. Jest to o tyle ważne, iż zależność uchodźców od pomocy humanitarnej naraża ich na ryzyko wykluczenia społecznego, które może prowadzić do napięć społecznych. Zgodnie z deklaracjami prezydentki UniRef, Yvelyne Wood, podczas konferencji prasowej w Abu Dhabi, mającej miejsce na początku maja 2018 r., misją UniRef jest umożliwienie uchodźcom wyjścia z tej sytuacji zależności i niepewności, oferując im środki do pokierowania swoją przyszłością.
Podczas gdy wiele programów wspiera dostęp do szkolnictwa wyższego wśród uchodźców, niewiele z nich dotyczy studiów licencjackich. Programy te zazwyczaj koncentrują się na zaawansowanym kształceniu wyspecjalizowanych magistrów, przez co większość młodych ludzi w wieku studenckim jest wykluczona. Ponadto, instytucje i infrastruktura planowane są na potrzeby tradycyjnego funkcjonowania uniwersytetów i według UNESCO nie są w rzeczywistości dostosowane do szczególnych warunków życia uchodźców. Zdolność ich adaptacji zależy m.in. od zasobów państwa przyjmującego, znajdującego się zazwyczaj pod presją kryzysu humanitarnego.

## Działania

### Obóz dla uchodźców Musasa w Burundi
Pierwsza misja UniRef, odbyła się w Burundi i miała na celu zapewnienie wykształcenia dla młodych obywateli Republiki Konga posiadających dyplom szkoły średniej. Inauguracja zajęć była zaplanowana na 28 września 2015 r. w obozie Musasa. Obóz Musasa jest obozem tranzytowym, który od 2007 r. zamieszkują głównie osoby dotknięte wojną domową w Kongo trwającą od 1996 r., w następstwie ludobójstwa w Rwandzie.
Dzisiejsze działania i misja UniRef powstały właśnie na gruncie owej kampanii pilotażowej. Z powodu niepokojów politycznych z września 2015 r., które miały miejsce w Bużumburze – stolicy Burundi, rozpoczęcie inauguracyjnych zajęć zostało przełożone na 1 lutego 2016 r. Według Wysokiego Komisarza Narodów Zjednoczonych do spraw Uchodźców (UNHCR), w 2018 r. liczba kongijskich uchodźców w obozie Musasa nadal rosła, podczas gdy już w 2007 r. obóz zamieszkiwało ponad 5500 osób.
W 2017 r., kryzys polityczny w Burundi doprowadził do wprowadzenia kontroli i ograniczeń dla międzynarodowych stowarzyszeń i organizacji pozarządowych, zmuszając wiele z nich do zneutralizowania lub zaprzestania swojej aktywności. W tej sytuacji, UniRef podjęło decyzję o wycofaniu swoich działań, mimo iż 880 000 Kongijczyków nie miało innego wyjścia jak podjęcie próby zintegrowania się z państwami w których znaleźli schronienie jako uchodźcy, takich jak Burundi. Lokalne biuro UniRef, znajdujące się w Muyinga, zostało zamknięte w grudniu 2017 r.

### Współpraca w Jordanii z Międzynarodową Federacją Czerwonego Krzyża i Czerwonego Półksiężyca
We wrześniu 2020 r., blisko po dwóch latach przygotowań, rozpocznie się druga misja UniRef, tym razem zaplanowana w Jordanii, która zapewni wykształcenie uniwersyteckie dla syryjskich uchodźców miejskich. Program dostępny jest także dla obywateli Jordanii znajdujących się w trudnej sytuacji finansowej. Misja jest organizowana we współpracy z Jordańskim Czerwonym Półksiężycem oraz innymi instytucjami zrzeszonymi w ramach Międzynarodowej Federacji Stowarzyszeń Czerwonego Krzyża i Czerwonego Półksiężyca (IFRC).
Dla Prezydenta Jordańskiego Czerwonego Półksiężyca, wykształcenie wyższe nie tylko pozwala syryjskim uchodźcom na odbudowę swojego kraju w przyszłości, ale stanowi również kwestię bezpieczeństwa, gdyż uniemożliwia rekrutację młodych ludzi przez grupy ekstremistyczne. Podczas gdy kryzys w Syrii najbardziej negatywnie wpłynął na osoby w wieku od 15 do 24 lat, w 2015 r. była to grupa najbardziej pominięta przez pomoc międzynarodową. Pomimo iż realizowane są projekty dotyczące edukacji uniwersyteckiej, to skupiają się one głównie na niwelowaniu przeszkód prawnych i finansowych, w szczególności poprzez programy stypendialne, a dostęp do szkolnictwa wyższego nadal pozostaje ograniczony. Co więcej, według ONZ, infrastruktura i publiczne instytucje uniwersyteckie w Jordanii nie są zaadaptowane na potrzeby uchodźców. Obecnie jedną z głównych przeszkód w szkolnictwie wyższym jest zdolność do długoterminowego planowania, niezbędna do ukończenia długich studiów, której uchodźcy są często pozbawieni. Aby uzupełnić tę niszę, UniRef stworzył roczne kursy uniwersyteckie dostępne dla uchodźców, którzy ukończyli szkołę średnią. Kursy oferowane są w trzech dziedzinach, odpowiadających rosnącym potrzebom lokalnego rynku pracy.